# Wilhelm Karges
Wilhelm Karges, auch Carges (* 1613 oder 1614 in Berlin (unsicher); † 27. November 1699 in Berlin) war ein deutscher Komponist und Organist des Barock.

## Leben und Wirken
Das genaue Geburtsdatum und -jahr von Wilhelm Karges konnte von der musikhistorischen Forschung noch nicht festgestellt werden; auch über sein Elternhaus, seine frühe Zeit und seine Ausbildung sind keine Informationen überliefert. Seine erfassbare Lebensgeschichte beginnt mit seinen Besuchen in Hamburg und Lübeck; hier kam er in Kontakt mit der von Sweelinck beeinflussten norddeutschen Schule von Organisten. Eine gewisse Zeit lang war er Assistent von Andreas Düben an der deutschen Kirche St. Gertrud in Stockholm. Im Jahr 1645 hielt er sich in Königsberg auf, um der Heirat der Tochter von Kurfürst Georg Wilhelm mit Herzog Jakob von Kurland beizuwohnen. Am 28. Januar 1645 wurde er in Berlin zum Kammermusiker und Organisten von Kurfürst Friedrich Wilhelm von Brandenburg ernannt, und etwa um die gleiche Zeit übernahm er dort auch das Amt des Kathedralorganisten. Wegen seiner Sehschwäche wurden ihm 1668 einige Verpflichtungen am Berliner Hof erlassen, und in den 1670er und 1680er Jahren hatte er für seine Aufgaben an der Kathedrale mehrere Assistenten. Als Organist hatte er zu dieser Zeit einen außerordentlichen Ruf, und im Jahr 1683 wurde sein Gehalt nahezu verdoppelt.

## Werke und Bedeutung
Von Karges’ Kompositionen sind nur wenige überliefert worden. Es sind alles kurze Stücke für eine kleine Orgel, und die Autorschaft Karges’ ist bei einem oder zweien davon zweifelhaft. Drei Stücke in der einen Quelle (erschienen in Organum, 4. Serie, XXI) beinhalten unter anderem eine Fantasie d-Moll, datiert auf den 13. Juli 1664. Die anderen drei überlieferten Stücke sind Variationen über Choralmelodien in der Art von Sweelinck (erschienen in 20 Choralvariationen der deutschen Sweelinckschule, herausgegeben von H. J. Moser und Traugott Fedtke, Kassel 1953, und Choralbearbeitungen und freie Orgelstücke der deutschen Sweelinck-Schule von den gleichen Herausgebern, Kassel 1954/55). Zwei dieser Stücke sind bezeichnet mit »M.W.C.B.M.«, was als »Magister Wilhelm Carges Berolinensis Marchicus« interpretiert wurde; davon ist eines mit 1628 datiert. Das dritte Stück wurde um 1628 kopiert und ist mit »W. Karges« bezeichnet. Deshalb sind dies entweder sehr frühe Stücke oder von einem älteren Komponisten gleichen Namens. Die ersten zwei sind offenbar von Karges bearbeitet worden und unterscheiden sich von den anderen durch die hinzugefügten Initialen »B.M.«